# De Laurierboom (café)
De Laurierboom is een café in Amsterdam, gevestigd in de wijk Jordaan aan de Laurierstraat 76, op de hoek met de Eerste Laurierdwarsstraat. Het café geniet vooral bekendheid als schaakcafé, maar er worden ook andere spellen gespeeld zoals poker en backgammon.

## Geschiedenis

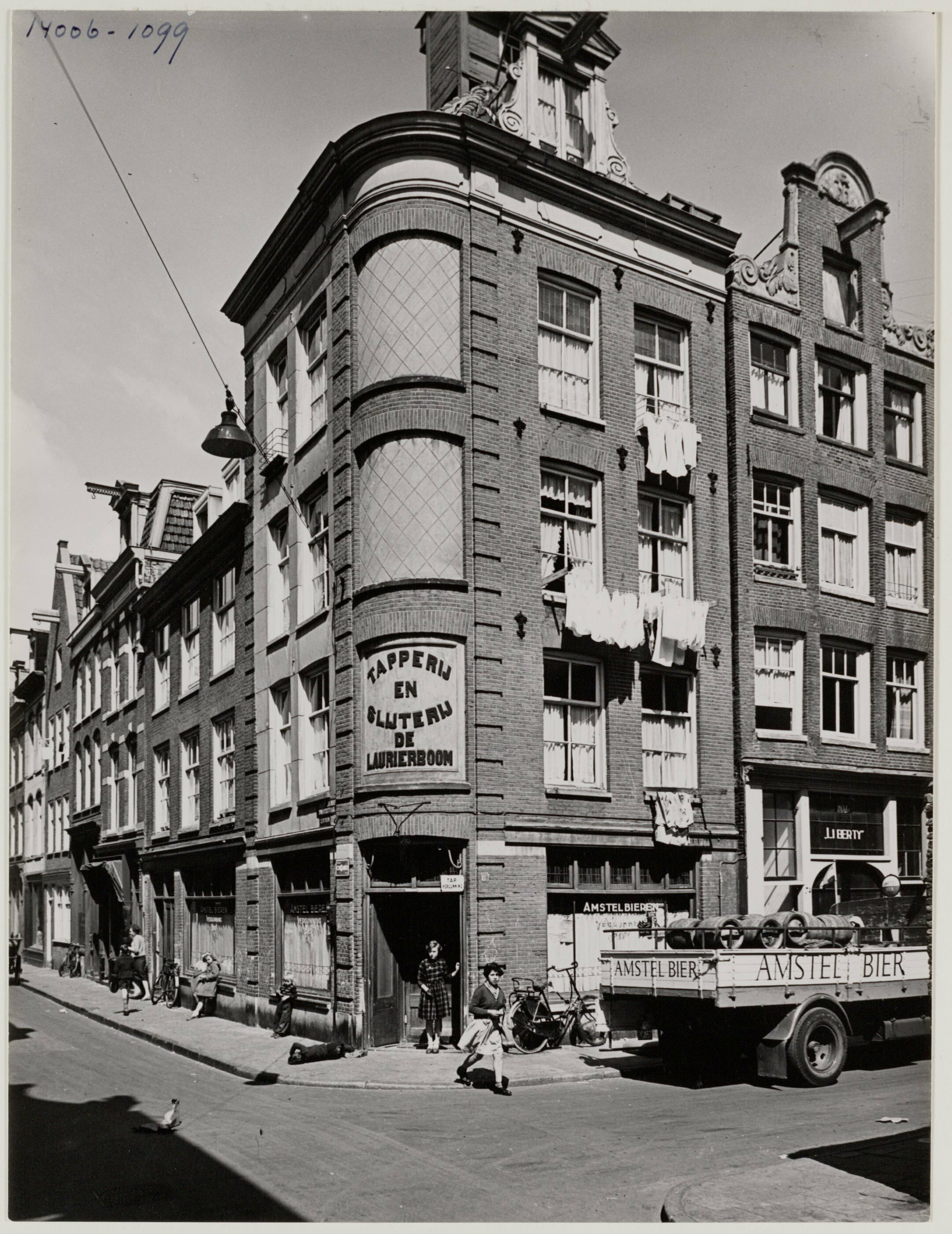
Foto van De Laurierboom in 1954

Het gebouw met bovenwoning waarin het café gevestigd was werd opgeleverd in 1878 en stond toen bekend als “Tapperij en Slijterij De Laurierboom”. De gevelsteen boven de ingang herinnert nog aan die naam. Sinds de opening heeft het café altijd een horecafunctie gehad.
In de nacht van 25 op 26 februari 1978 vond een schietpartij plaats in het café. Een dronken cafébezoeker vuurde een paar schoten af en raakte de kelner in zijn rug en wenkbrauw.
Op 24 november 1994 stapten Rob Scholte en Micky Hoogendijk in hun auto die in de Laurierstraat geparkeerd stond. Kort nadat zij waren weggereden, ontplofte een handgranaat onder de auto. De explosie vond plaats voor de deur van De Laurierboom. Scholte raakte zwaargewond. Zijn beide benen moesten boven de knie worden geamputeerd.

## Schaken

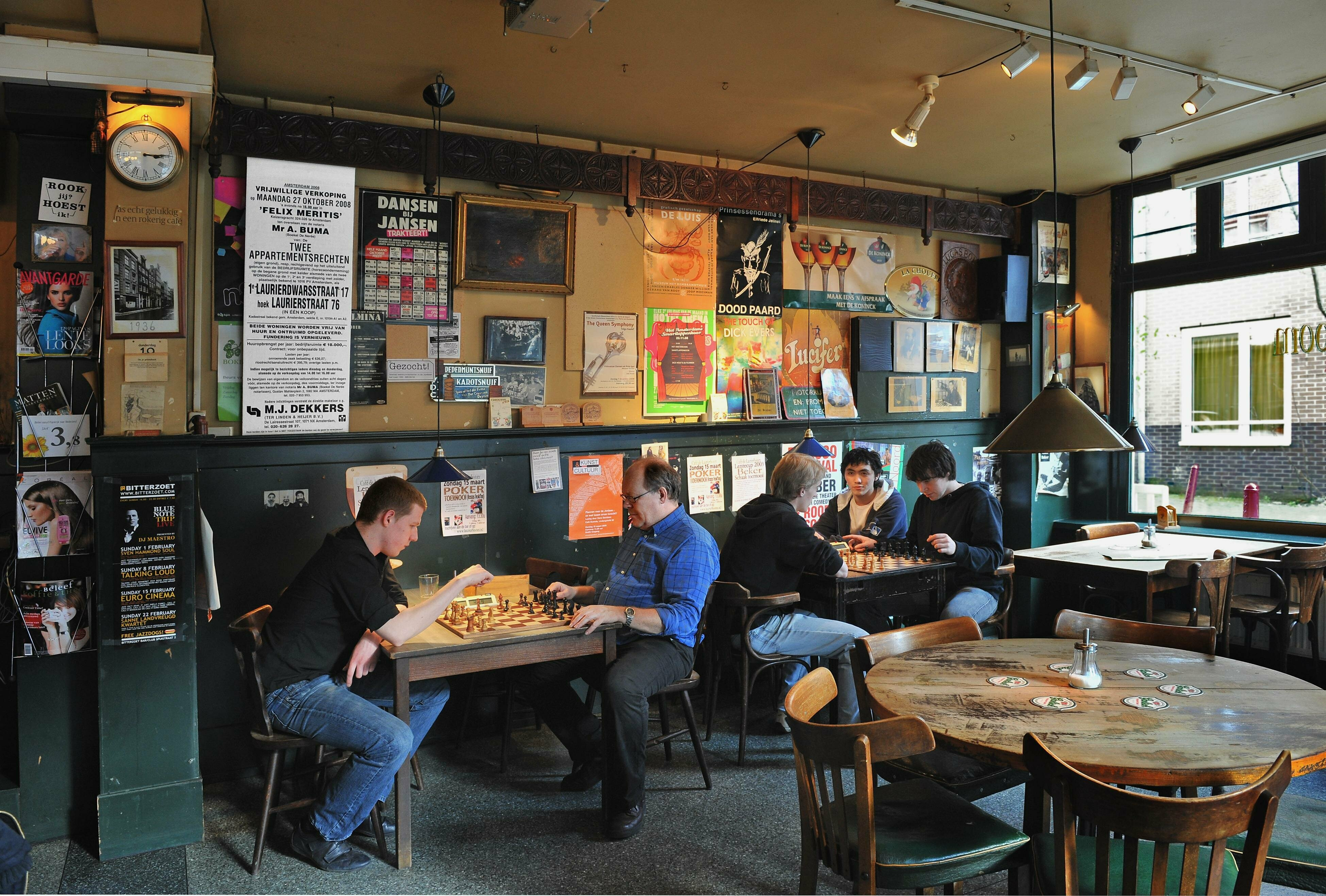
Schakers in De Laurierboom

Rond 2006 ging het café zich richten op schakers en andere spelletjesspelers. Een ontwikkeling die daaraan had bijgedragen was het sluiten van Schaakcafé Gambit in 2005, dat gevestigd was aan de Bloemgracht 20, eveneens in de Jordaan. De schakers vonden in De Laurierboom een nieuw onderkomen.
In het café worden regelmatig schaaktoernooien gehouden. Zo zijn er tweewekelijkse blitz-toernooien. Vroeger organiseerde De Laurierboom de Nico Speijer-Lentecup, een knock-out competitie met een rapid speeltempo.
Ook speelt de Nederlandse schaker Hing Ting Lai een jaarlijkse snelschaakmatch tegen een andere Nederlandse topper.

### Laurierboom-invitatietoernooi
Op 29 en 30 juli 2017 werd een internationaal rapid- en blitz-toernooi gehouden in het café. Het betrof een invitatietoernooi waar onder andere de internationale grootmeesters Sebastian Bogner en Stuart Conquest en de meesters Albert Blees, Manuel Bosboom, Arno Bezemer, Yochanan Afek aan deelnamen. Ook in 2019, 2020, 2022 en 2023 werd het toernooi georganiseerd. Het Laurierboom-invitatietoernooi, een uiterst informeel toernooi met een café-achtergrond, is uitgegroeid tot een van de sterkst bezette schaaktoernooien van Nederland.

#### Winnaars[8]
| # | Jaar | Rapid                               | Blitz              |
| - | ---- | ----------------------------------- | ------------------ |
| 1 | 2017 | Sebastian Bogner                    | Hing Ting Lai      |
| 2 | 2019 | Lucas van Foreest                   | Tom Weber          |
| 3 | 2020 | Liam Vrolijk & Lucas Van Foreest    | Liam Vrolijk       |
| 4 | 2022 | Liam Vrolijk                        | Liam Vrolijk       |
| 5 | 2023 | Erik van den Doel & Casper Schoppen | Dimitri Reinderman |

### Schaakvereniging Laurierboom-Gambiet
In De Laurierboom huist ook een schaakvereniging, genaamd Laurierboom-Gambiet (opgericht 10 mei 1996). De toevoeging Gambiet verwijst naar het niet meer bestaande schaakcafé Gambit. Toen Gambit sloot na het overlijden van de eigenaar, vond het schaakteam onderdak bij de Laurierboom.
Laurierboom-Gambiet is een kleine schaakvereniging, maar de spelers zijn van bovengemiddelde sterkte. In het seizoen 2011/12 werd het eerste team kampioen van de SGA-competitie.
In het seizoen 2023/24 speelt de vereniging met twee teams mee in de SGA-competitie en met één team in de KNSB-competitie.

#### Bekende leden
- GM Stuart Conquest
- IM Manuel Bosboom
- IM Albert Blees
- Joost van Steenis

## Trivia
- Vroeger waren er meer schaakcafés in Amsterdam. Naast het hiervoor genoemde Gambit, bestonden ook Koffiehuis De Oude Schouwburg aan het Leidseplein (tot 1972), Schaakcafé het Hok (Lange Leidsedwarsstraat), Bridge- en schaakcafé 2 Klaveren (De Clercqstraat), en Nadia’s Esoterica (Overtoom). Uitsluitend 2 Klaveren bestaat nog als horecagelegenheid, maar dit café heeft zich grotendeels ontdaan van zijn schaakkarakter.[11]